# Схрейнер, Вильям Филип
Вильям Филип Схрейнер (30 августа 1857, Капская колония — 28 июня 1919) — южноафриканский политический деятель.
Родился в семье немецкого лютеранского миссионера. Образование получил в Кейптауне и Кембридже. Получив в Лондоне степень по юриспруденции в 1882 году, в том же году вернулся в Капскую колонию и занялся адвокатской практикой, в скором времени став известным юристом. В 1887 году стал советником губернатора колонии по юридическим вопросам, в 1893—1896 годах входил в состав кабинета Сесиля Родса. В 1897 году давал в Лондоне показания перед комиссией по расследованию рейда Джеймсона. В 1898 году ему удалось — с перевесом в два голоса в колониальном парламенте — избраться на пост премьер-министра Капской колонии. После начала в 1899 году Второй англо-бурской войны проявил себя нерешительно и уже в 1900 году лишился своего поста. В 1893—1900 и 1908—1910 годах был депутатом парламента Капской колонии, с 1910 года — сенатором Южно-Африканского Союза. С 1914 года и до конца жизни служил в Лондоне. Был женат на сестре президента Оранжевой республики Фрэнсиса Вильям Рейтца.
- Эта статья (раздел) содержит текст, взятый (переведённый) из одиннадцатого издания «Британской энциклопедии», перешедшего в общественное достояние.